# 슬로우 루프

슬로우 루프(일본어: スローループ)는 우치노 마이코에 의한 일본의 만화이다. 『망가 타임 키라라 포워드』(호분샤)에서 2018년 6월호에 특별 연재하다가, 동년 11월호부터 연재하고 있다. 애니메이션은 AT-X 등에서 2022년 1월 7일부터 3월 25일까지 방영되었다.